# Çiğdem Kılıçgün Uçar

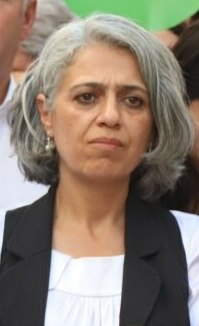
Çiğdem Kılıçgün Uçar

Çiğdem Kılıçgün Uçar (* 1978 in Erzincan) ist eine türkische Politikerin kurdischer Abstammung.

## Leben
Uçar schloss sie ihr Studium an der Fakultät für Literaturwissenschaften der Universität Istanbul im Fachbereich Wissenschaftsgeschichte ab. 1999 trat sie der HADEP-Bezirksorganisation in Bakırköy. Später war sie in der 
DTP als erste Vorsitzende des Istanbuler Provinzverbands tätig. Zwischen 2009 und 2011 fungierte sie als Ko-Vorsitzende des Istanbuler Provinzverbands der BDP. Oktober 2022 wurde Uçar auf dem 2. außerordentlichen Kongress der Yeşil Sol Parti gemeinsam mit İbrahim Akın zur Ko-Sprecherin gewählt. Bei den Parlamentswahlen am 14. Mai 2023 wurde sie als Abgeordnete für Istanbul ins Parlament gewählt.
Februar 2025 beteiligte sich Uçar an Protesten gegen die Absetzung des Bürgermeisters von Van, Abdullah Zeydan. Sie erklärte, dass diese Entscheidungen im kurdischen Volk als ungültig betrachtet werden.